# Cruz das Almas
Cruz das Almas este un oraș în unitatea federativă Bahia (BA) din Brazilia.